# Thomas Tallis
Thomas Tallis (1505 k. – 1585. december 3.) angol zeneszerző.
„As he did live, so also did he die,

in mild and quiet sort (O happy man!);

To God full oft for mercy did he cry,
 
wherefore he lives, let death do what it can.”
„Szelíd és csendes volt, míg e földön élt,

így érte őt a vég (ó, boldog, kit ily sors talált)
 
S mert Istenhez könyörgött kegyelemért
 
Örök élet várja őt, s legyőzi majd a halált.”

Fordítás: Nemes Krisztián

## Élete
Bár Thomas Tallis vitathatatlanul az angol egyházi zene egyik legnagyobb alakja, személyéről szinte csak annyit tudunk, amennyit sírfeliratának utolsó két sora elárul – csendes, istenfélő ember volt.
Zenéje azonban ennél lényegesen többről tanúskodik. A korabeli Anglia politikai és vallási légköre jóval kiszámíthatatlanabb volt, mint manapság. Egy-egy új uralkodó trónra lépésével – Thomas Tallisnak négyhez is szerencséje volt – az államvallás is minduntalan új színezetet öltött. Az épp hatalmon lévő uralkodói elit a katolicizmus és a protestantizmus között ingadozva hol egyik, hol másik irányba billentette a mérleg nyelvét, míg hosszas harcok árán végül az utóbbi kerekedett felül. Az „Egy Igaz Hit” védelme mindkét vallás oldalán számos áldozattal járt, a királyok és királynők pedig minduntalan hitük szerint követeltek maguknak hűséget – ahogy az általuk rendelt liturgikus zene is az éppen aktuális hitvallás szerint változott. Mindebből két következtetés teljes bizonyossággal levonható Tallis személyét illetően: egyfelől a komponista feltűnő kreativitása, másfelől páratlan alkalmazkodóképessége. Legtöbb szerzeménye inkább borongós, meditatív hangvételű, ugyanakkor olykor egészen páratlan technikai készségről tesz tanúbizonyságot. A 40 szólamú Spem in alium – ami feltehetően I. Erzsébet 40. születésnapjára készült – káprázatos zenei szövete talán a legjobb és legismertebb példája ennek.
Magáról az emberről azonban keveset tudunk. Születésének időpontja homályba vész, még a legkiválóbb zenetudósok is csupán a bizonytalan 1505 körüli terminussal élnek. Zenei neveltetése sem ismert, bár feltételezhetően kórista fiú lehetett valahol (sokak szerint a Chapel Royal kórusában énekelt), hisz akkoriban a legtöbb komponista így sajátította el a kor zenei nyelvezetét.
Zenei pályájának kezdetét jelző első biztos dátum 1532, Tallist ekkor nevezték ki a Doveri bencés kolostor orgonistájának. 1537-ben már a londoni St. Mary-le-Hillben játszott, majd a Waltham-apátságban, míg aztán 1540-ben, VIII. Henrik uralkodása alatt elbocsátották az állásából. A munka nélkül maradt Tallis csak egy évvel később tudott újra elhelyezkedni, 1541-ben a canterburyi katedrális kántora lett. Végül a király szolgálatába állt, és 1543-ban elnyerte a „Chapel Royal Gentleman”-je címet. Énekelt a Chapel Royallal, orgonán játszott, segített a kórus irányításában, és továbbra is komponált. 1552 körül megnősült, és vélhetően ugyanabban az évben maga mellé vette tanítványként az ifjú William Byrdöt, akivel közösen 1575-ben kizárólagos jogot szerzett a kottanyomtatásra Angliában. 1585-ben bekövetkezett haláláig a Chapel Royalnál maradt. Tallis minden kétséget kizáróan már a Chapel Royal-korszak előtt is komponált, ám zenei karrierjének valódi kezdetét az uralkodói szolgálat jelzi, és ennek köszönhette, hogy az angol egyházi zene első számú szerzőjévé válhatott. Thomas Tallis a katolikus és a protestáns liturgikus zenének egyaránt kiemelkedő mesterévé vált. Bár katolikusnak született, úgy tűnik, megmenekült az üldöztetésektől, sőt Anglia új egyházának vezető komponistája lett. A katolikus egyház számára írt latin nyelvű, polifon vokális zenében éppoly maradandót alkotott, mint az új anglikán egyháznak készült, angol nyelvű, tiszta homofon muzsikában, mely utóbbiak közül számos műve ma is gyakran felhangzik a liturgiákon.
Meglehet, Tallis pragmatikusan viszonyult korának vallási küzdelmeihez, művészete azonban kétségkívül olyan magas fokon állt, hogy a kortársak és az utódok is példaként, mérceként tartották számon. Éppen ezért volt képes darabjaival az akkori katolikusoknak és protestánsoknak egyaránt megfelelni, s zenéjének talán ugyanezért van üzenete korunk emberéhez is.